# Andrius Šidlauskas
Andrius Šidlauskas (Panevėžys, 6 aprile 1997) è un nuotatore lituano, vincitore di due medaglie di bronzo europee nei 100 metri rana.

## Palmarès
- Europei

Roma 2022: bronzo nei 100m rana.
Belgrado 2024: bronzo nei 100m rana.
- Giochi europei

Baku 2015: oro nei 50m rana e argento nei 100m rana.
- Universiadi

Chengdu 2023: bronzo nei 100m rana.
- Mondiali giovanili

Singapore 2015: oro nei 50m rana e bronzo nei 100m rana.